# 1001 Film Du Skal Se Før Du Dør
1001 film du skal se før du dør (original titel: (engelsk) 1001 Movies You Must See Before You Die) er en amerikansk bog, udgivet i 2003 af Quintet Limited Publishing. Bogen indeholder, som titlen hentyder til, 1001 filmtitler, der anses for at være vigtigst i hele filmhistorien, som i dette udvalg består af de første 100 år, fra 1902 til 2002.
Bogen er skrevet af mange forskellige filmkritikere fra hele verden. Hovedredaktør er Steven Jay Schneider.

## Film i udvalg
De to ældste film på listen er Georges Méliès film fra 1902, Rejsen til månen (Le Voyage dans la Lune), baseret på romaner af Jules Verne og H.G. Wells og Edwin S. Porter Det store togrøveri (The Great Train Robbery) fra 1903.
Listen er kendetegnet af stor bredde, tidsmæssigt, genremæssigt og geografisk. Alle kontinenter er repræsenteret. Kun én norsk film er med i det amerikanske udvalg, men flere svenske, blandt dem Körkarlen, en svensk film fra 1921, instrueret af Victor Sjöström, og Vilde jordbær, Ingmar Bergmans film fra 1957. Nogle film er optaget flere gange, historien om Phantom of the Opera optræder i flere udgaver, fra en horrorudgave af den kinesiske instruktør Weibang Ma-Xu i 1937, og Marx Brothers' vidtløftige komedie A Night at the Opera, der henter sine pointer fra den samme historie. Flere af Walt Disneys tegnefilm er på listen, ligesom A Hard Days Night, Beatles' britiske film fra 1964, instrueret af Richard Lester.
Ca. 130 film på listen er fra perioden før anden verdenskrig. Derfra og fremefter findes rimeligt nok hovedvægten af filmene, indtil udvalget rundes af i 2003.

## Danske film
I 2007 udkom den danske udgave (2. udgave, 1. oplag) med bidrag af Kim Skotte, anmelder på Politiken og formand for Filmmedarbejderforeningen, der hvert år uddeler Bodilpriserne, der har suppleret bogen med flere danske film og samtidig været konsulent på den danske udgave.
I den danske udgave af 2007 har Politikens forlag fundet plads til 24 film af danske instruktører, herunder 22 af dansk nationalitet. Det er især de klassiske værker af Carl Th. Dreyer og de mere nutidige af Lars von Trier, der hyppigst forekommer, som det fremgår af listen over danske bidrag i 1001 Film Du Skal Se Før Du Dør.
- (s. 48) 	Heksen (1923), Benjamin Christensen
- (s. 75)	Jeanne d'Arcs lidelse og død (1928), Carl Th. Dreyer NB! Prod. Frankrig
- (s. 99) 	Vampyr (1932), Carl Th. Dreyer NB! Prod. Tyskland
- (s. 193) 	Vredens Dag (1943), Carl Th. Dreyer
- (s. 223)	Ditte Menneskebarn (1946), Bjarne Henning-Jensen
- (s. 232) 	Soldaten og Jenny (1947), Johan Jacobsen
- (s. 258) 	Café Paradis (1950), Bodil Ipsen og Lau Lauritzen
- (s. 317)	Ordet (1955), Carl Th. Dreyer
- (s. 439) 	Gertrud (1964), Carl Th. Dreyer
- (s. 461)	Sult (1966), Henning Carlsen
- (s. 681)	Kundskabens træ (1981), Nils Malmros
- (s. 713)	The Element of Crime/Forbrydelsens element (1984), Lars von Trier
- (s. 749)	Babettes Gæstebud (1987), Gabriel Axel
- (s. 755) 	Pelle Erobreren (1987), Bille August
- (s. 819)	Kærlighedens smerte (1992), Nils Malmros
- (s. 838)	Nattevagten (1994), Ole Bornedal
- (s. 847)	Riget (1994), Morten Arnfred, Lars von Trier
- (s. 863)	Breaking the Waves (1996), Lars von Trier
- (s. 881)	Festen (1998), Thomas Vinterberg
- (s. 886) 	Idioterne (1998), Lars von Trier
- (s. 898)	Den eneste ene (1999), Susanne Bier
- (s. 906)	Bænken (2000), Per Fly
- (s. 913)	Dancer in the Dark (2000), Lars von Trier
- (s. 940)	En soap (2006), Pernille Fischer Christensen

Den danske udgave er anmeldt 5. oktober 2007 af Jesper Poulsen-